# Max Baginski
Max Baginski foi um ativista anarquista alemão colaborador de Emma Goldman, em membro do corpo de redatores da revista Mother Earth juntamente com Hippolyte Havel e Leonard Abbot.